# Rebecca Drive
Rebecca Drive är Kiruna-bandet Willy Clay Bands debutalbum. Skivan släpptes 15 augusti 2005 och är producerad av Will Kimbrough.
Willy Clay Band åkte till Nashville utan stor budget eller kontakter för att spela in sin första skiva. På albumet gästspelar Bucky Baxter som bland annat spelat med Bob Dylan, och Garth Hudson, från The Band. Enligt bandet själv ringde de bara upp och frågade, och de världskända musikerna tackade helt enkelt ja. Albumet är uppkallat efter gatan som inspelningstudion låg på i Nashville.
Rebecca Drive var den första CD:n att ges ut på det Malmö-baserade skivbolaget Rootsy.
2009 gavs en ny version av Rebecca Drive ut, nu med fem extraspår från EP, deras tidigare släppta minialbum.

## Låtlista
1. Soldier
2. Stay the Night
3. Satisfied Mind
4. Brand New Home
5. Give A Little
6. Back In Style Again
7. Peace & Harmony
8. From Here To Heaven
9. The Bottle
10. If You Leave Me Now
11. Homesick
12. Money's All Gone
13. Trying To Be Elvis

XL-version, bonuslåtar:
1. Hollow
2. The Miner (Kiruna)
3. All My Tears (av Julie Miller)
4. Long May You Run (av Neil Young)
5. Soldier (med Tine Valand)

## Medverkande
Willy Clay Band
- Tony Björkenvall (sång, elektrisk gitarr, akustisk gitarr, piano, mandolin)
- Fredrik Elenius (trummor, slagverk)
- Örjan Mäki (akustisk gitarr, elektrisk gitarr, lap steel, dobro, munspel)
- Reine Tuoremaa (akustisk gitarr, munspel, sång)
- Björn Petterson (bas, sång)

Övriga
- Bucky Baxter (pedal steel gitarr på "Soldier", "Back In Style Again", "From Here To Heaven" och "The Bottle")

- Will Doughty (piano på "Stay The Night" och "Money's All Gone", Wurlitzer Piano på "Soldier", orgel på "Stay The Night" och "Give A Little")
- Garth Hudson (dragspel på "Back In Style Again","Peace & Harmony" och "If You Leave Me Now", piano på "Trying To Be Elvis")
- Will Kimbrough (akustisk gitarr på "Soldier", "Stay The Night", "Give A Little", "Back In Style Again", "Peace & Harmony", "The Bottle", "If You Leave Me Now", "Homesick" och "Money's All Gone", elektrisk gitarr på "Soldier", "Stay The Night", "Satisfied Mind", "Brand New Home", "Give A Little", "Back In Style Again" och "Money's All Gone", resonator gitarr på "Brand New Home", E-Bow Bass gitarr på "Brand New Home", E-bow banjo på "Homesick", bakgrundssång på "Stay The Night", "Satisfied Mind", "Peace & Harmony" och "If You Leave Me Now", slagverk på "Brand New Home")
- Trey Landry (slagverk på "Give A Little", "Back In Style Again", "Peace & Harmony", "If You Leave Me Now" och "Trying To Be Elvis")
- Graig Wright (slagverk på "Soldier", "Stay The Night", "Satisfied Mind", "Brand New Home", "The Bottle", "Homesick" och "Money's All Gone".)>